# Parlement du Lesotho
Le Parlement du Lesotho (en sotho du sud : Palamente ea Lesotho ; en anglais : Parliament of Lesotho) est l'organe législatif bicaméral du royaume du Lesotho. Il se compose :
- du Roi du Lesotho ;
- de l'Assemblée nationale, sa chambre basse composée de 122 députés ;
- et du Sénat, sa chambre haute composé de 33 sénateurs[C 2],[1].

### Constitution du Lesotho
- (en)  Lesotho. « Constitution du Lesotho » [lire en ligne]

1. ↑  Article 70(1)
2. ↑  Article 54

### Autres références
1. ↑  « Lesotho », sur Union interparlementaire (consulté le 14 octobre 2020)